# Paarsbuikkolibrie
De paarsbuikkolibrie (Chlorestes julie synoniemen: Juliamyia julie en Damophila julie) is een kolibrie die voorkomt in Midden- en Zuid-Amerika. De soort is in 1843 beschreven door de Franse ornitholoog Jules Bourcier, die deze vogel noemde naar de vrouw van een collega-ornitholoog met wie hij nauw samenwerkte.  

## Kenmerken
Volwassen paarsbuikkolibries meten in totaliteit 8 centimeter. De vrouwtjes zijn wat kleiner dan de mannetjes en hun buikkleur is wat fletser en lichter.

## Leefwijze
Ze eten nectar uit bloemen. De dieren leven veelal solitair en zoeken elkaar alleen op in de broedtijd, die, afhankelijk van de streek, van maart tot in juni duurt.

## Verspreiding en leefgebied
De paarsbuikkolibrie wordt aangetroffen in vochtige bossen, open plekken in het bos en aan bosranden. Hun leefgebied strekt zich uit over de laagvlakten van Panama tot in het westen van Ecuador. Ze mijden hoogten.
De soort telt drie ondersoorten:
- C. j. panamensis: centraal Panama.
- C. j. julie: noordelijk en centraal Colombia.
- C. j. feliciana: zuidwestelijk Colombia, westelijk Ecuador en noordwestelijk Peru.

## Status
De grootte van de populatie is in 2019 geschat op 50-500 duizend volwassen vogels. Op de Rode lijst van de IUCN heeft deze soort de status niet bedreigd.  